# 2020 en boxe anglaise
| Années de la boxe anglaise : 2017 - 2018 - 2019 - 2020 - 2021 - 2022 - 2023    |
| Décennies de la boxe anglaise : 1990 - 2000 - 2010 - 2020 - 2030 - 2040 - 2050 |

Résumé de l'année 2020 en boxe anglaise.

## Boxe professionnelle

### Janvier
18/01 : Julian Williams (27-2-1, 16 KO), champion WBA & IBF poids super-welters, perd par arrêt de l’arbitre au 5e round contre Jeison Rosario (20-1-1, 14 KO).

30/01 : Tevin Farmer (30-5-1, 6 KO), champion IBF poids super-plumes, perd aux points contre Joseph Diaz (31-1, 15 KO).

30/01 : Demetrius Andrade (29-0, 18 KO), champion WBO poids moyens, bat par arrêt de l'arbitre au 9e round Luke Keeler (17-3-1, 15 KO).

30/01 : Daniel Roman (27-3-1, 10 KO), champion WBA & IBF poids super-coqs, perd aux points contre Murodjon Ahmadaliyev (8-0, 6 KO).

31/01 : Ilunga Makabu (27-2, 24 KO) bat aux points Michal Cieslak (19-1, 13 KO) et remporte le titre vacant de champion WBC poids lourds-légers.

### Février
01/02 : Pedro Taduran (14-2-1, 11 KO), champion IBF poids pailles, fait match nul contre Daniel Valladares (22-1-1, 13 KO).

08/02 : Wilfredo Mendez (16-1, 6 KO), champion WBO poids pailles, bat par arrêt de l'arbitre au 9e round Gabriel Mendoza (30-7-2, 23 KO).

08/02 : Artem Dalakian (20-0, 14 KO), champion WBA poids mouches, bat aux points Josber Perez (17-3, 15 KO).

08/02 : Gary Russell Jr. (31-1, 18 KO), champion WBC poids plumes, bat aux points Tugstsogt Nyambayar (11-1, 9 KO).

15/02 : Caleb Plant (20-0, 12 KO), champion IBF poids super-moyens, bat par arrêt de l'arbitre au 10e round Vincent Feigenbutz (31-3, 28 KO).

22/02 : Deontay Wilder (42-1-1, 41 KO), champion WBC poids lourds, perd par arrêt de l'arbitre au 7e round contre Tyson Fury (30-0-1, 29 KO).

22/02 : Emanuel Navarrete (31-1, 27 KO), champion WBO poids lourds, bat par arrêt de l'arbitre au 11e round Jeo Santisima (19-3, 16 KO).

29/02 : Julio César Martínez (16-1, 12 KO), champion WBC poids mouches, bat aux points Jay Harris (17-1, 9 KO).

29/02 : Khalid Yafai (26-1, 15 KO), champion WBO poids super-mouches, perd par arrêt de l'arbitre au 9e round contre  Román González (49-2, 41 KO).

### Mars
03/03 : Thammanoon Niyomtrong (28-0, 7 KO), champion WBA poids pailles, bat aux points Norihito Tanaka (19-8, 10 KO).

### Août
29/08 : José Carlos Ramírez (26-0, 17 KO), champion WBC & WBO poids super-légers, bat aux points Viktor Postol (31-3, 12 KO).

### Septembre
05/09 : Jamel Herring (22-2, 10 KO), champion WBO poids super-plumes, bat par disqualification au 8e round Jonathan Oquendo (31-7, 19 KO).

26/09 : Yuniel Dorticos (24-2, 22 KO), champion IBF poids lourds-légers, perd aux points contre Mairis Briedis (27-1, 19 KO).

26/09 : Josh Taylor (17-0, 13 KO), champion WBA et IBF poids super-légers, bat par KO au 1er round Apinun Khongsong (16-1, 13 KO).

26/09 : Jermall Charlo (31-0, 22 KO), champion WBC poids moyens, bat aux points Sergiy Derevyanchenko (13-3, 10 KO).

26/09 : Jermell Charlo (34-1, 18 KO), champion WBC poids super-welters, bat par KO au 8e round Jeison Rosario (20-2-1, 15 KO), champion IBF et WBA.

26/09 : Luis Nery (31-0, 24 KO), bat aux points Aaron Alameda (25-1, 13 KO) pour le titre vacant de champion WBC poids super-coqs.

26/09 : John Riel Casimero (30-4, 21 KO), champion WBO poids coqs, bat par arrêt de l'arbitre au 3e round Duke Micah (24-1, 19 KO).

### Octobre
09/10 : Emanuel Navarrete (32-1, 27 KO) bat aux points Ruben Villa (18-1, 5 KO) pour le titre vacant de champion WBO poids plumes.

17/10 : Vasyl Lomachenko (14-2, 10 KO), champion WBA et WBO poids légers, perd aux points contre Teófimo López (16-0, 12 KO), champion IBF.

23/10 : Román González (50-2, 41 KO), champion WBA poids super-mouches, bat aux points Israel Gonzalez (25-4, 11 KO).

23/10 : Juan Francisco Estrada (40-3, 27 KO), champion WBC poids super-mouches, bat aux points Carlos Cuadras (39-4-1, 27 KO).

23/10 : Julio Cesar Martinez (16-1, 12 KO), champion WBC poids mouches, bat par arrêt de l’arbitre au 2e round Moises Calleros (33-10-1, 17 KO).

31/10 : Naoya Inoue (20-0, 17 KO), champion WBA & IBF poids coqs, bat par arrêt de l’arbitre au 7e round Jason Moloney (21-2, 18 KO).

31/10 : Léo Santa Cruz (37-2-1, 19 KO), champion WBA poids super-plumes, perd par KO au 6e round contre Gervonta Davis (24-0, 23 KO).

### Novembre
06/11 : Junto Nakatani (21-0, 16 KO) bat par KO au 8e round Giemel Magramo (24-2, 20 KO) pour le titre vacant de champion WBO poids mouches.

07/11 : Devin Haney (25-0, 15 KO), champion WBC poids légers, bat aux points Yuriorkis Gamboa (30-4, 18 KO).

14/11 : Terence Crawford (37-0, 28 KO), champion WBO poids welters, bat par arrêt de l’arbitre au 4e round Kell Brook (39-3, 27 KO).

27/11 : Chayaphon Moonsri (54-1, 18 KO), champion WBC poids pailles, perd aux points contre Panya Pradabsri (35-1, 22 KO).

### Décembre
04/12 : Billy Joe Saunders (30-0, 14 KO), champion WBO poids super-moyens, bat aux points Martin Murray (39-6-1, 17 KO).

05/12 : Errol Spence Jr. (27-0, 21 KO), champion WBC et IBF poids welters, bat aux points Danny Garcia (36-3, 21 KO).

12/12 : Anthony Joshua (24-1, 22 KO), champion WBA, WBO et IBF poids lourds, bat par KO au 9e round Kubrat Pulev (28-2, 14 KO).

19/12 : Gennadiy Golovkin (41-1-1, 36 KO), champion IBF poids moyens, bat par abandon au 7e round Kamil Szeremeta (21-1, 5 KO).

19/12 : Saul Alvarez (54-1-2, 36 KO) bat aux points Callum Smith (27-1, 19 KO), champion WBA poids super-moyens.

19/12 : Ilunga Junior Makabu (28-2, 25 KO), champion WBC poids lourds-légers, bat par KO au 7e round Olanrewaju Durodola (34-8, 31 KO).

31/12 : Kazuto Ioka (26-2, 15 KO), champion WBO poids super-mouches, bat par arrêt de l'arbitre au 8e round Kosei Tanaka (15-1, 9 KO).

## Boxe amateur
- Les compétitions de boxe aux Jeux olympiques de Tokyo, prévues initialement du 25 juillet au 9 août, sont reportées en 2021 à cause de la pandémie de covid-19.

## Principaux décès
- 1er janvier : Carlos De León, boxeur portoricain champion du monde des poids lourds-légers, 70 ans[1].
- 10 septembre : Alan Minter, boxeur anglais champion du monde des poids moyens, 69 ans[2].
- 23 décembre : Frankie Randall, boxeur américain champion du monde des poids super-légers, 59 ans[3]